# تان بیونیکا
تان بیونیکا (اسپانیایی: Tan Biónica‎) یک گروه موسیقی پاپ راک آرژانتینی بود که مابین سال‌های ۲۰۰۲ تا ۲۰۱۶ فعالیت داشت.
از فیلم‌ها یا مجموعه‌های تلویزیونی که وی در آن‌ها نقش داشته‌است، می‌توان به دانش‌آموختگان اشاره نمود.